# Porosphaerella cordanophora
Porosphaerella cordanophora är en svampart som beskrevs av E. Müll. & Samuels 1982. Enligt Catalogue of Life ingår Porosphaerella cordanophora i släktet Porosphaerella, ordningen Coniochaetales, klassen Sordariomycetes, divisionen sporsäcksvampar och riket svampar, men enligt Dyntaxa är tillhörigheten istället släktet Porosphaerella, familjen Chaetosphaeriaceae, ordningen Chaetosphaeriales, klassen Sordariomycetes, divisionen sporsäcksvampar och riket svampar. Arten är reproducerande i Sverige. Inga underarter finns listade i Catalogue of Life.